# Geodiversità
La geodiversità è la gamma (diversità) dei caratteri geologici (rocce, minerali, fossili), geomorfologici (forme, processi), idrologici e pedologici presenti in una data area; comprende i raggruppamenti e i sistemi costituiti dai caratteri considerati, nonché le loro relazioni e la loro interpretazione.
Poiché questi aspetti influenzano le caratteristiche ecologiche di una certa zona (compreso il suolo, che si forma anche attraverso processi biologici) la geodiversità è strettamente legata alla biodiversità e, insieme a quest'ultima, costituisce quella che si può chiamare diversità naturale di un'area; la geodiversità, inoltre, può essere rappresentata in una determinata area dalla presenza di uno o più geositi.
Il concetto di geodiversità pone l'accento sull'importanza e sulla sensibilità degli elementi abiotici e della loro dinamica, nonché sul valore dei fattori geologici, geomorfologici, pedologici e idrologici per la conservazione della natura e per la pianificazione e gestione del territorio e del paesaggio, anche al di fuori delle aree protette.